# Palazzo De Marini-Spinola
Il palazzo De Marini-Spinola è un edificio storico italiano, originariamente collocato via di Vallechiara a Genova, e poi incorporato nel contiguo palazzo Giacomo Lomellini sito in largo Zecca 2. Era uno dei Palazzi dei Rolli designati, al tempo della Repubblica di Genova, a ospitare gli ospiti di alto rango per conto del governo, durante le visite di stato.
Dal 1945 è sede del Comando Militare dell'Esercito Italiano in Liguria.

## Storia e descrizione
L'edificio, che era appartenuto a Cattaneo De Marini, sorge, in un ambito urbano estraneo all'influenza della famiglia Spinola, a ridosso della più celebre dimora del doge della Repubblica di Genova Giacomo Lomellini (palazzo Giacomo Lomellini al quale è stato annesso nel 1922, inserito il 13 luglio del 2006 nella lista dei 42 palazzi dei Rolli di Genova dichiarati Patrimonio dell'umanità dall'UNESCO).
Acquistato da Gio. Luca Spinola nel 1636, il palazzo è inquadrato in un programma edilizio dal senatore Gio. Domenico Seniore che, negli anni settanta del XVII secolo, avvia una progressiva espansione verso nord con l'annessione di alcune unità immobiliari attigue.
Nel 1752 passa in proprietà al Magistrato dei Poveri fino ai primi decenni del XX secolo, quando viene acquistato dal municipio di Genova. Trasformato prima in residenza borghese, poi in Gabinetto di Geologia e Mineralogia della Regia Università di Genova e Scuola Tecnica, l'edificio subì dalla metà del XVIII secolo agli inizi del XX numerose modifiche, che lo privarono della sua articolazione plano volumetrica originaria, di cui rimase la caratteristica torretta di servizio su via di Sant'Agnese, senza tuttavia perdere l'immagine di prestigio.
Nel 1945 divenne sede Comando Militare dell'Esercito Italiano in Liguria